# Marlies Graf-Dätwyler
Marlies Graf-Dätwyler, née Marlies Graf le 1er octobre 1943 à Oftringen et morte le 12 février 2020, est une réalisatrice suisse.
Elle s'est fait connaître notamment en 1979 pour son documentaire Behinderte Liebe (en français : L'Amour handicapé), film traitant de la sexualité des personnes handicapées.  

## Biographie
Marlies Graf naît le 1er octobre 1943 à Oftringen, dans le canton d'Argovie. Elle réalise un apprentissage d'orfèvre avant d'entrer à la Kunstgewerbeschule de Lucerne en 1959. Après avoir pratiqué le journalisme et la photographie, elle tourne des films scientifiques depuis 1969 à l'Université de Zürich. Elle réalise ensuite plusieurs courts et moyens métrages avec son mari, le réalisateur Urs Graf, entre 1970 et 1973.  
En 1974, elle réalise son premier long-métrage, Die Bauern von Mahembe, un documentaire sur la vie de paysans à Dar es Salam en Tanzanie. Cinq ans plus tard, elle tourne Behinderte Liebe, film abordant les difficultés que rencontrent des personnes handicapées par rapport à leur sexualité. Le documentaire est présent aux festivals de Berlin, Venise et Montréal et est encensé par la presse suisse ainsi qu'à l'étranger.    

## Filmographie
- 1970: z.B. Uniformen (co-réalisé avec Urs Grauf)
- 1971: Isidor Huber (co-réalisé avec Urs Grauf)
- 1975: Die Bauern von Mahembe
- 1979: Behinderte Liebe
- 1987: Alt-Tage
- 1991: Seriat
- 1996: Bewegter Mittwoch
- 1996: Bewegter Montag
- 2001: Islamischer Alltag in Zürich